# Sistema límbic
El sistema límbic és un sistema format per diverses estructures cerebrals que gestiona respostes fisiològiques davant d'estímuls d'emocions. Està relacionat amb la memòria i la conducta.
S'encarrega del control de les conductes instintives relacionades amb l'alimentació, l'agressió i la sexualitat. Està format per parts del tàlem, l'hipotàlem, l'hipocamp, l'amígdala cerebral, el cos callós, el septe i el mesencèfal.